# Département de langue et littérature françaises de l'université d'Athènes
Le Département de langue et littérature françaises de l'université d'Athènes est un département consacré à l'étude de la langue et de la littérature françaises créé en 1954, au sein de la Faculté des Lettres de l'Université d’Athènes, avec une chaire de « langue et littérature françaises » et une chaire de « civilisation française. »
En 1971, le conseil de l'université a pris la décision de créer une chaire auxiliaire et indépendante de « langue et littérature françaises » ainsi qu’une salle d’études correspondante, tenue par deux assistants. Le département était placé sous la tutelle du doyen de la Faculté des Lettres. C’est grâce à la loi 1268/1982 que le département devient enfin autonome.

## Sections
Le département se compose des sections suivantes :
- Langue française et linguistique
- Littérature française
- Histoire de la civilisation française
- Traduction et traductologie (non opérationnelle pour le moment)